# Calliopsis sonorana
Calliopsis sonorana là một loài Hymenoptera trong họ Andrenidae. Loài này được Timberlake mô tả khoa học năm 1969.